# Hotel Victoria (Berlin)

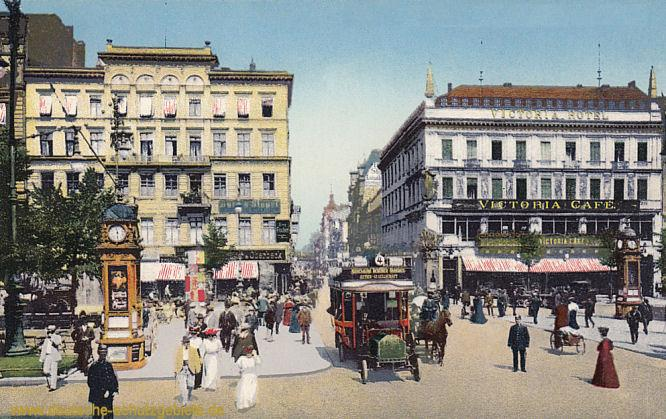
Das Victoria-Hotel mit Victoria-Café (Gebäude rechts), Unter den Linden Nr. 46, an der Kreuzung Friedrichstraße.

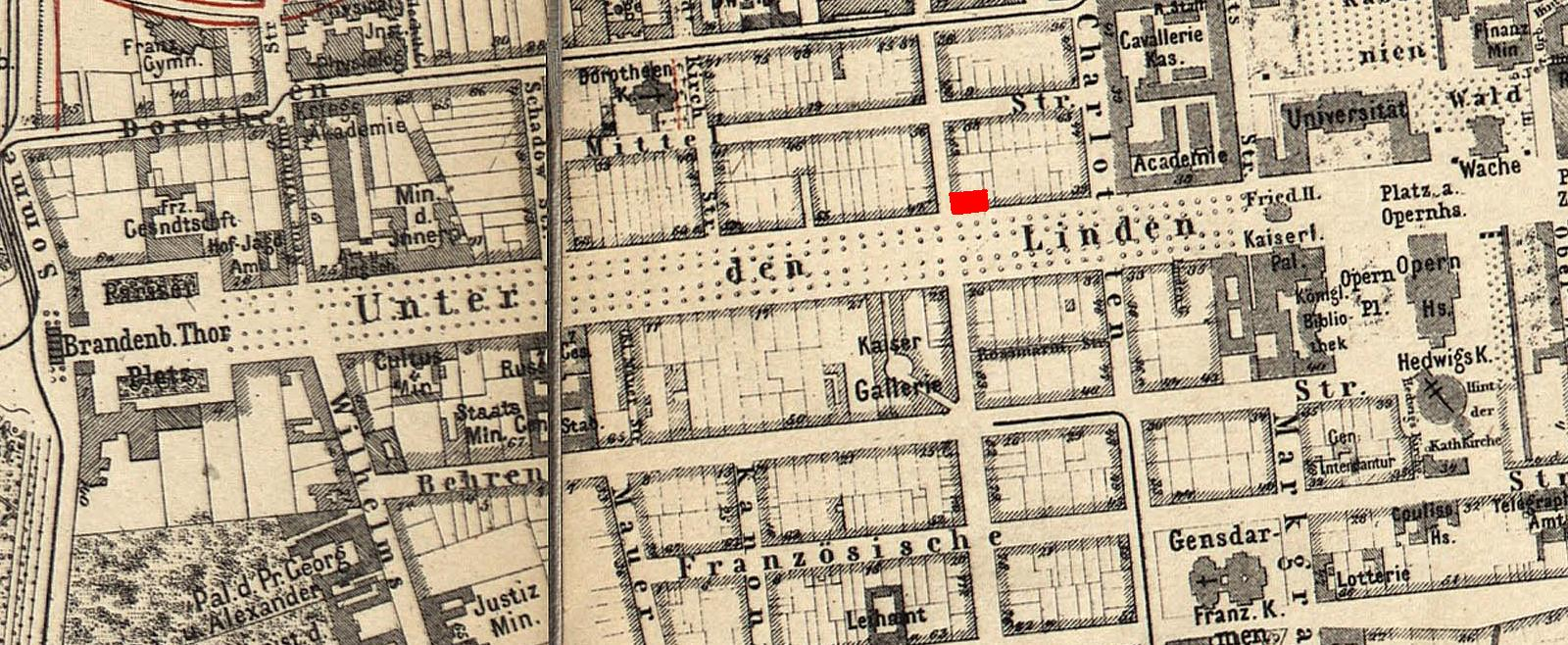
Lageplan des Victoria-Hotels. Ausschnitt aus dem Berlin-Plan von Sineck, 1882.

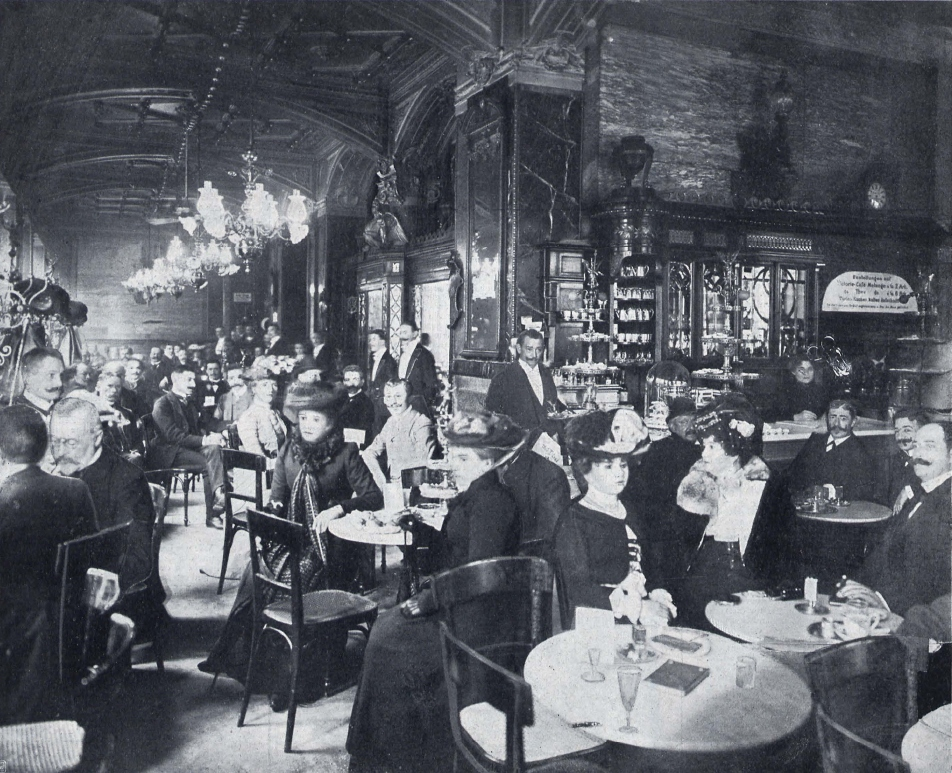
Blick in das Victoria-Café. Fotomontage von 1902.

Das Hotel Victoria oder Victoria-Hotel war ein kleineres erstklassiges Hotel auf der Nordseite der Prachtstraße Unter den Linden (Nr. 46) an der Kreuzung mit der Friedrichstraße in  Berlin. Es wurde von 1848 bis 1918 als Hotel genutzt und 1945 zerstört. Im Gebäude befand sich das bekannte Victoria-Café

## Die Ursprünge
Das Haus an der Straße Unter den Linden Nr. 46 war ursprünglich das Wohnhaus des 1812 verstorbenen Direktors des Berliner Botanischen Gartens, Carl Ludwig Willdenow. 1820 befand sich das Haus im Besitz seiner Witwe, geb. H. Habermas. später im Besitz eines anderen Mitglieds der Familie.
Im Jahr 1848 erschien das Hotel Victoria zum ersten Mal im Berliner Adressbuch unter Hotel I. Klasse. Besitzer des Hotels war der Cafetier H. Obermeyer aus Charlottenburg. Das Haus befand sich jedoch im Eigentum des Garde-Lieutenant a. D. Wil(l)denow. Der 1850 erschienene Berlin-Reiseführer von Löwenberg erwähnte das Victoria-Hotel unter den erstklassigen Berliner Hotels. Bemerkenswert ist, dass in unmittelbarer Nachbarschaft der späten 1840er Jahre zahlreiche erstklassige Hotel bestanden wie Meinhards Hotel (Unter den Linden 32), Hotel du Nord (Unter den Linden 35), Hôtel de Rome oder Luz’s Hotel (Unter den Linden 44).

## Lage und Unterbringung
Das Haus Unter den Linden Nummer 46 befand sich an der Nordostecke der Kreuzung der Berliner Prachtstraße Unter den Linden mit der nordsüdlich verlaufenden ebenfalls äußerst geschäftigen Friedrichstraße. Sie verband später den Berliner Central-Bahnhof Friedrichstraße mit der im Süden vorhandenen Ost-West-Achse der Leipziger Straße. Das viergeschossige Gebäude verfügte als Eckhaus über Fronten zu beiden bedeutenden Straßen. Im Erdgeschoss und in der ersten Etage befand sich das Café Victoria. Die oberen beiden Geschosse dienten dem Hotelbetrieb. Während Café und Hotel Victoria zunächst von verschiedenen Personen geleitet wurden, ging die Führung des Unternehmens schließlich in eine Hand.

## Mitten im weltstädtischen Getriebe
Das Kaffeehaus und das Hotel profitierten vom wirtschaftlichen und politischen Aufschwung der preußischen, später deutschen Hauptstadt Berlin. Bekannter noch als das Hotel war das Café Victoria.
Voller Selbstbewusstsein behauptet die Leitung des Victoria-Etablissements (bestehend aus Hotel und Café) in einer Zeitschriftenanzeige Ende 1902: „Wer nicht an einem Fenster des Victoria-Café, wer nicht von einem Balkon des Victoria-Hotels aus das unerschöpfliche, unermessliche, unergründliche Hasten der deutschen Metropole beobachtet hat, wer nicht von diesen unübertroffenen Vedetten aus die geschäftige Emsigkeit und die kokette Eleganz, den Ernst und den Zeitvertreib, das Eilen und Weilen, die Grösse und das Kleinliche, den Tag und die Nacht, Licht und Schatten der deutschen Weltstadt verfolgt hat, der kennt sie gar nicht. […] Im Brennpunkte des hauptstädtischen Lebens stehend, so central und doch auch so herrlich wie nur irgend möglich situiert, zählt das Victoria-Etablissement mit seinem Café und seinem Hotel zu den anziehendsten Objekten Berlins, an denen niemand vorbeigehen darf.“

## Standard und Leistungen
Das Hotel Victoria war von seiner Größe her ein kleineres Hotel, das 1904 über 32 Zimmer verfügte. Ein Reiseführer von 1905 bezeichnet es als „kleinere Filiale des Central-Hotels“. Das Victoria-Café warb mit seinen Spezialmahlzeiten: dem Victoria-Frühstück und dem Victoria-Abendbrot, die das Lokal zu „ausserordentlich mässigen Preisen“ servierte und die (so die Eigenwerbung) zu einer „Spezialität der Berliner Versorgung“ wurden, „die schon vielen Einheimischen unentbehrlich geworden ist“. Außerdem bot das Etablissement seinen Gästen eine große Auswahl fremdsprachiger, insbesondere englischsprachiger Zeitungen, die zur kostenfreien Lektüre zur Verfügung standen. Robert Springer rechnet das Victoria-Hotel 1861 zu den besten der erstklassigen Hotels.

## Ende im Ersten Weltkrieg
Im Jahr 1918 wurde das Hotel Victoria geschlossen. Es teilte damit das Schicksal vieler Berliner Hotels aus dem 18. und vom Anfang des 19. Jahrhunderts, die in ehemaligen Wohnhäusern betrieben wurden und die Anfang des 20. Jahrhunderts vor der Notwendigkeit grundlegender und kostspieliger Renovierungen standen. Die Historikerin Renate Düttmann schrieb dazu: „Sie waren alle in gewöhnlichen Wohnhäusern untergebracht und mußten unter dem Konkurrenzdruck der neu entstehenden, wirtschaftlich viel besser organisierten Grand Hotels im letzten Drittel des Jahrhunderts plötzlich unter hohen Kosten ihre nobel eingerichteten Gästezimmer, Remisen und Stallungen mit elektrischem Licht, Heizung, Telefon und Fahrstühlen versehen. Wenn solche Umbauten aus finanziellen Gründen nicht vorgenommen werden konnten, erloschen die Betriebe.“
Das Café Victoria bestand dagegen bis zum Ende des Zweiten Weltkriegs am selben Standort weiter.

## Eigentümer des Hotels
- 1848–1852: H. Obermeyer
- 1853–1871: E. Schütz
- 1872–1889: L. Horn
- 1891–1892: F. Haas
- 1893–1918: Victoria Hotel GmbH, auch Victoria-Café und Hotel-Betriebsgesellschaft.

## Galerie

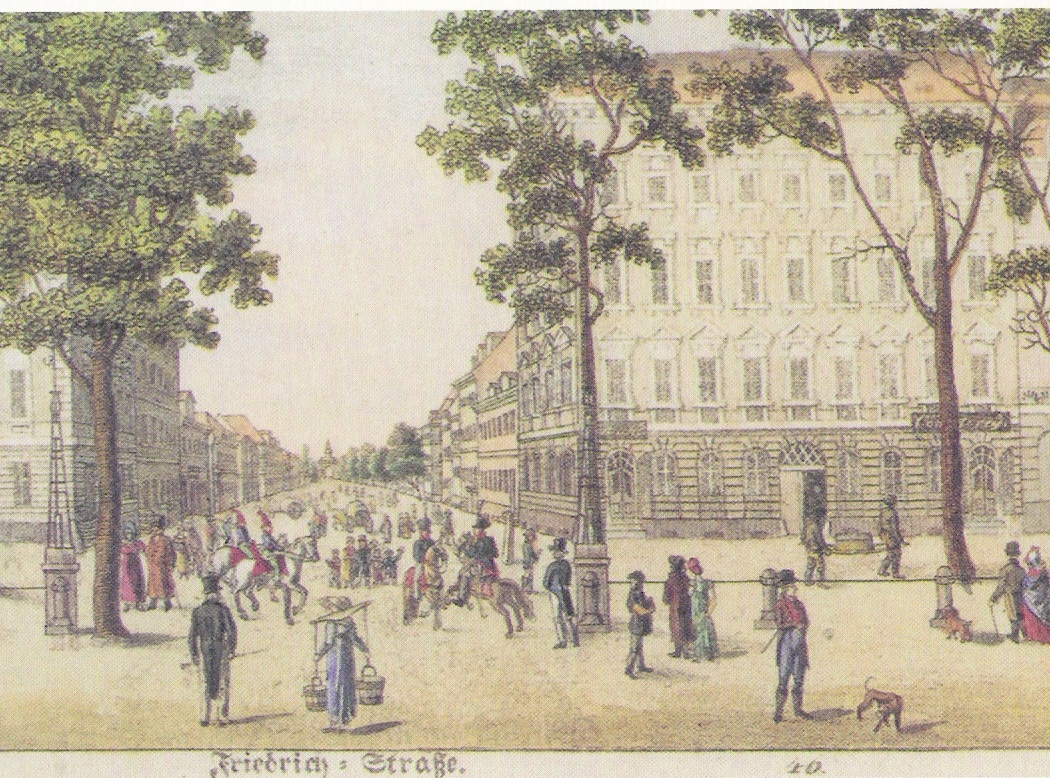
Haus Unter den Linden Nr. 46, um 1820.
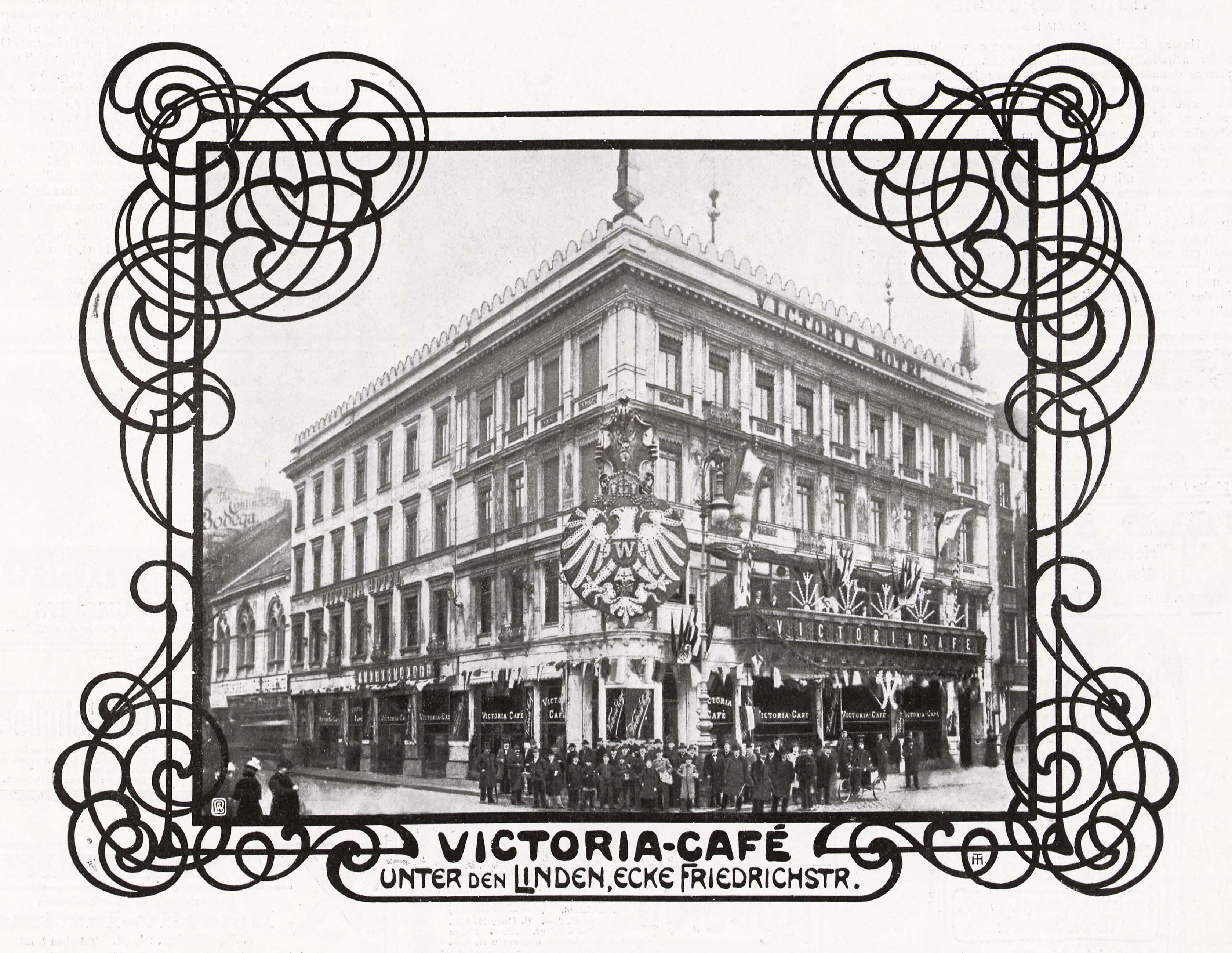
Reklame-Bild des Victoria-Cafés.
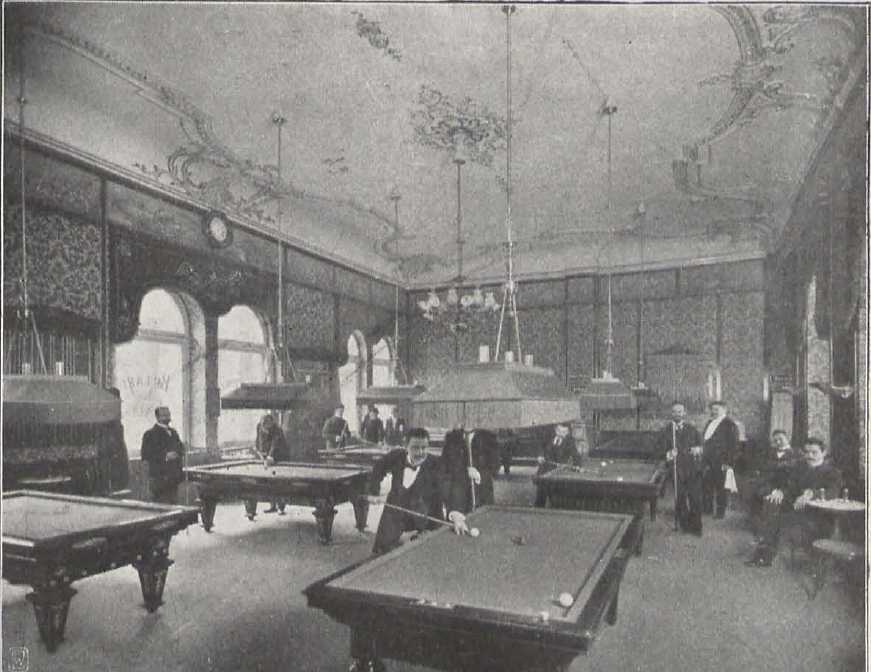
Billard-Saal des Victoria-Cafés.
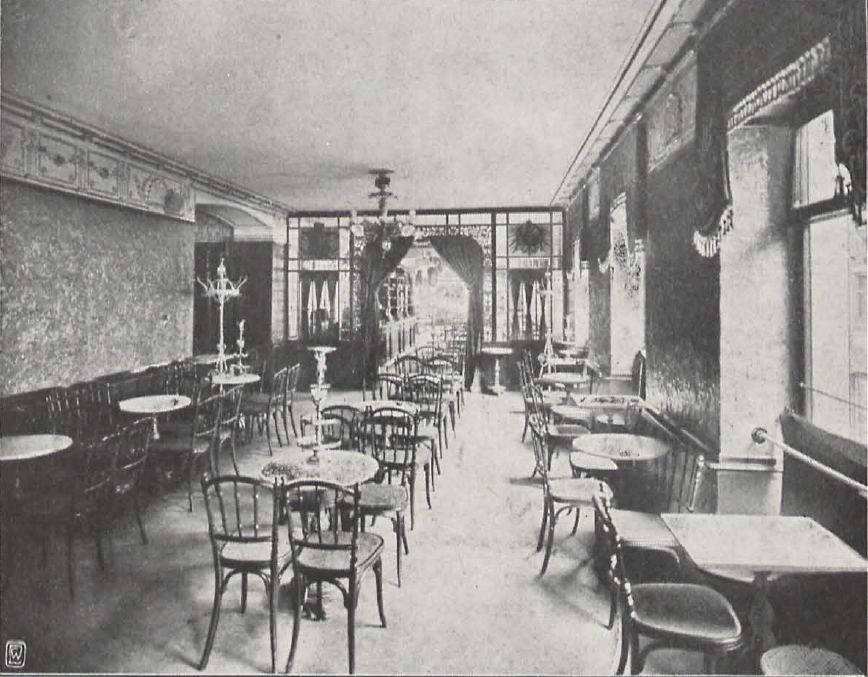
Erste Etage des Victoria-Cafés.
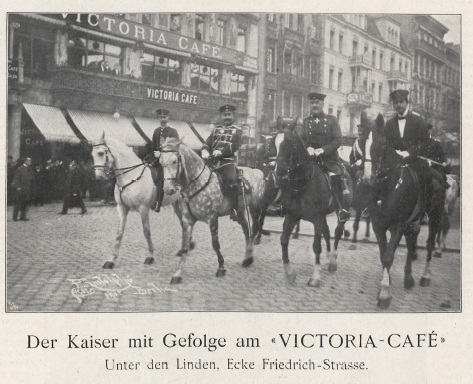
Kaiser Wilhelm II. (2. v. l.) mit Gefolge vor dem Victoria-Café.
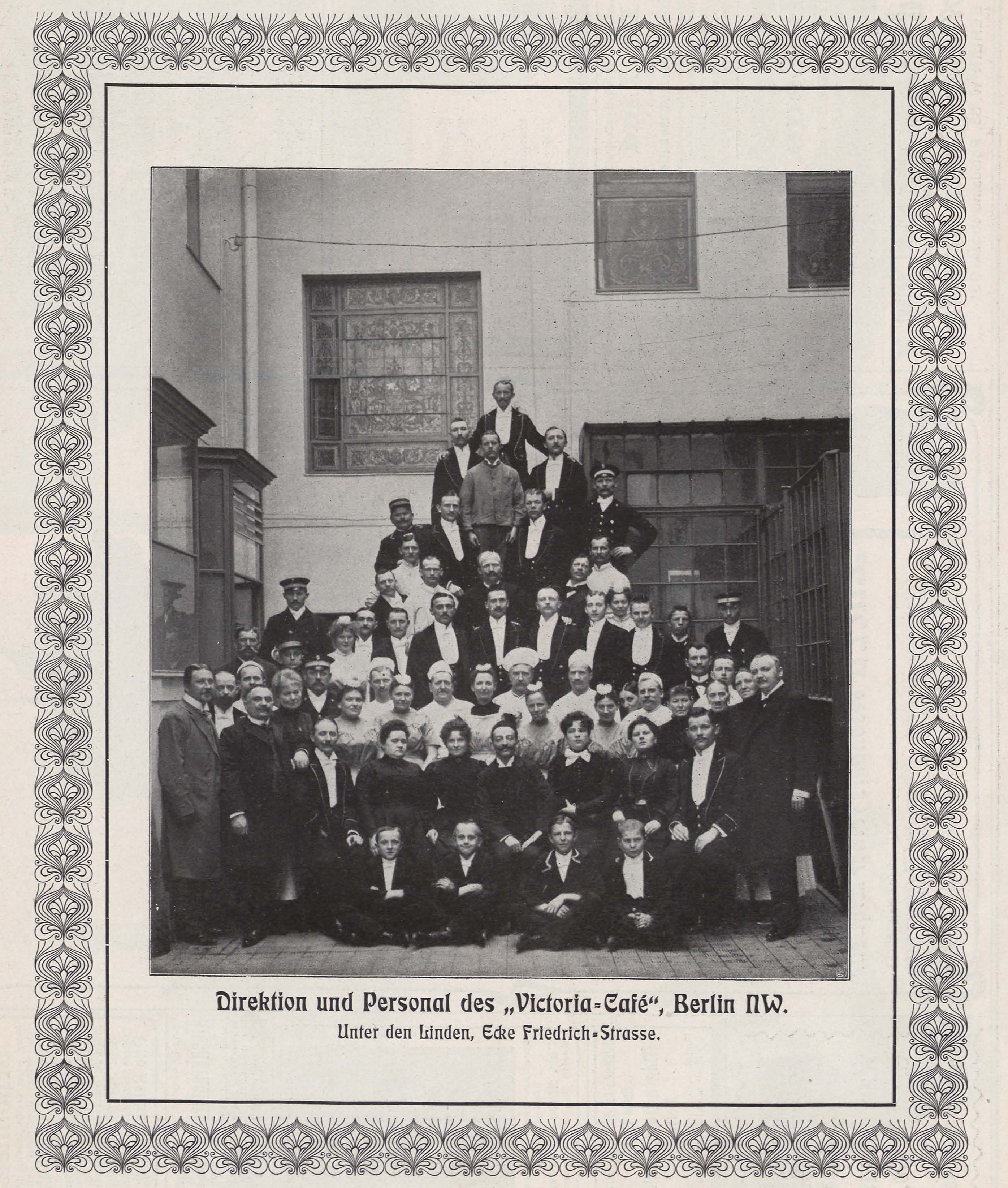
Personal des Victoria-Cafés, 1902.